# Abdoul Issoufou
Abdoul Razak Issoufou Alfaga, född 26 december 1994, är en nigerisk taekwondoutövare. 

## Karriär
Issoufou vann en silvermedalj i herrarnas +80 kilos-klass vid olympiska sommarspelen 2016 i Rio de Janeiro. Vid världsmästerskapen i taekwondo 2017 tog Issoufou guld och vid allafrikanska spelen 2015 vann han en guldmedalj i +87 kilos-klassen.
Vid olympiska sommarspelen 2020 i Tokyo blev Issoufou utslagen i åttondelsfinalen i herrarnas tungvikt av ivorianske Seydou Gbané.
I februari 2024 vid den afrikanska OS-kvalturneringen i Dakar kvalificerade Issoufou sig i +80 kg-klassen till olympiska sommarspelen 2024 i Paris. Följande månad tog han sitt tredje raka guld i +87 kg-klassen vid afrikanska spelen i Accra efter att ha besegrat egyptiske Abdallah Essam Mohyeldien Hassan i finalen.